# 비판적 담론 분석
비판적 담론 분석(Critical discourse analysis, CDA)은 언어를 사회적 실천의 한 형태로 보는 담론 연구 접근 방식이다. CDA는 담론에 대한 비판과 그것이 기존 사회 현실 내에서 어떻게 작용하고 기여하는지를 설명하는 것을 결합하여, 특정 측면에서 기존 현실을 변화시키기 위한 행동의 기초로 삼는다. CDA 전통에서 작업하는 학자들은 일반적으로 (비언어적) 사회적 실천과 언어적 실천이 서로를 구성하며, 언어 사용을 통해 사회적 권력 관계가 어떻게 확립되고 강화되는지를 조사하는 데 초점을 맞춘다. 이러한 의미에서 CDA는 교육, 미디어, 정치와 같은 영역에서 권력 불균형, 조작, 착취, 구조적 불평등 문제를 강조한다는 점에서 담론분석과 다르다.

## 배경
비판적 담론 분석은 1970년대 이스트앵글리아 대학교의 로저 파울러와 동료 학자들이 발전시킨 '비판적 언어학'에서 나왔으며, 이제 이 용어들은 종종 상호 교환적으로 사용된다. 사회언어학 분야의 연구는 사회 계층과 권력에 거의 관심을 기울이지 않았다. CDA는 노먼 페어클러가 가장 저명한 인물이었던 랭커스터 대학교 언어학자 그룹에 의해 처음 개발되었다. 루스 워닥 또한 이 연구 분야에 큰 공헌을 했다.
이 접근 방식은 언어학 이론 외에도 사회 이론, 비판 이론 및 카를 마르크스, 안토니오 그람시, 루이 알튀세르, 위르겐 하버마스, 미셸 푸코 및 피에르 부르디외의 기여를 바탕으로 담론에 관련된 이념과 권력 관계를 검토한다. 언어는 이념의 주요 영역이 되고, 권력 투쟁의 장이자 이해관계가 걸린 대상이 됨으로써 사회와 연결된다. 이념은 집단의 사회적 표상의 기초라고 불렸으며, 퇸 A. 판 데이크와 루스 워닥이 개발한 CDA의 심리학적 버전에서는 사회구성체와 담론 구조 사이에 사회인지적 인터페이스가 존재한다고 가정된다. 비판적 담론 연구의 역사적 차원 또한 중요한 역할을 한다.

## 방법론
CDA는 담론분석의 한 응용 분야이며, 담론 연구, 인문학 및 사회 과학의 방법이 CDA 연구에 사용될 수 있다는 데 일반적으로 동의한다. 이는 담론이 사회 및 정치적 불평등, 권력 남용 또는 지배를 재현(또는 저항)하는 방식에 대한 통찰력을 적절하고 관련성 있게 생산할 수 있다는 조건 하에 가능하다. 주류 미디어가 권력을 사용하는 예시는 호주의 스티븐 테오(Stephen Teo)의 연구에서 확인되었는데, 그는 베트남 청소년의 범죄 보도에서 수많은 인종차별 사례를 발견했다. 그는 데이비드 알트하이드(David Altheide)가 공포 담론이라고 부르는 것을 사용하여 독자들의 의견을 통제하고 범죄에 대해 보고 읽게 하는 데 사용된 헤드라인을 설명한다. CDA는 분석을 특정 텍스트 또는 대화 구조에 국한하지 않고, 이를 사회정치적 맥락의 구조와 체계적으로 연결한다. 이는 파멜라 D. 슐츠(Pamela D Schulz)가 호주와 서구 민주주의 국가의 법원 미디어 보도를 연결한 책에서 더 자세히 검토되었다. 그녀의 책 "법원과 재판관의 시험: 불승인 담론 분석 및 관리(Courts and Judges on Trial: Analysing and Managing Discourses of Disapproval)"는 "더 엄격한 형량"을 장려하기 위한 미디어의 정치적 조작과 동시에 법률 변경을 자제하여 그것이 실제로 일어나도록 하는 것 사이의 강한 연관성을 보여주었다. CDA는 정치적 연설 행위의 수사학 및 청중에게 주어지는 인상을 조작하는 데 사용될 수 있는 모든 형태의 연설을 검토하는 데 사용되었다. 그러나 CDA에는 몇 가지 결함이 지적되기도 했다. 예를 들어, 수사학 내의 조작을 명확하게 식별하기에는 너무 광범위하면서도, 연구자들이 확립하고자 하는 모든 것을 적절하게 찾기에는 충분히 강력하지 않다는 비판이 있다.
노먼 페어클러는 자신의 저서 『언어와 권력』에서 CDA라는 용어를 논했다. 페어클러는 "담론, 권력, 이념, 사회적 실천, 상식"과 같이 현재 CDA에서 중요하게 여겨지는 개념들을 소개했다. 그는 언어가 말하기와 쓰기 모두에서 담론의 관점을 통해 사회적 실천으로 분석되어야 한다고 주장한다.
페어클러는 담론 연구를 위한 3차원적 틀을 개발했는데, 목표는 세 가지 별개의 분석 형태를 서로 매핑하는 것이다: (구어 또는 문어) 언어 텍스트 분석, 담론 실천(텍스트 생산, 배포 및 소비 과정) 분석, 그리고 사회문화적 실천의 사례로서 담론적 사건 분석. 특히 그는 미시, 중간 및 거시 수준 해석을 결합한다. 미시 수준에서 분석가는 구문 분석, 은유 사용 및 수사적 장치와 같은 텍스트/언어 분석의 다양한 측면을 고려한다. 중간 수준 또는 "담론 실천 수준"은 생산 및 소비 문제를 연구하는 것을 포함한다. 예를 들어, 어떤 기관이 텍스트를 생산했는지, 대상 청중은 누구인지 등이다. 거시 수준에서 분석가는 상호텍스트성 및 상호담론적 요소에 관심을 가지며, 연구 중인 텍스트에 영향을 미치는 광범위한 사회적 흐름을 고려하려고 노력한다.
퇸 A. 판 데이크의 비판적 담론 분석 접근 방식은 인지 이론과 언어 및 사회 이론을 결합한다. 판 데이크는 담론, 인지, 사회로 구성된 3단계 접근 방식의 중간층으로 인지를 사용한다. 인지적 접근 방식을 통합함으로써 연구자들은 인기 있는 일상 담론을 통해 더 큰 사회 현상이 어떻게 강화되는지 더 잘 이해할 수 있다. 이 관행의 비평가들은 그의 접근 방식이 이념의 변혁보다는 재현에 초점을 맞춘다고 지적한다.
루스 워닥은 특정 주제에 대한 표본 텍스트를 체계적으로 수집하여 해당 분야에 존재하는 담론의 상호 관계를 더 잘 이해하기 위한 틀을 개발했다. 이 틀은 일련의 담론에 관련된 이념을 논하고 분석할 수 있게 한다. 거시 수준 분석은 불평등의 거시 구조가 여러 장소와 텍스트에 걸쳐 담론적 과정을 통해 어떻게 지속되는지 이해하는 데 도움이 된다.
알레한드로와 자오가 개발한 다중 방법 질적 텍스트 분석 틀에 따르면, CDA는 언어가 사회 및 정치 질서를 구성하는 방식을 분석하는 데 종종 다른 방법과 결합된다. 이 접근 방식은 담론을 권력 관계를 공동으로 구성하는 사회적 실천의 한 형태라는 근본적인 관점을 기반으로 한다. 예를 들어, CDA는 주제 분석과 결합될 수 있는데, 여기서 주제는 먼저 식별된 다음 특정 이념을 지지하기 위해 담론적으로 어떻게 구성되는지 비판적으로 분석된다. 개념적 유산을 고려할 때, CDA는 푸코식 담론 분석 (FDA)과도 잘 결합되어, 특정 텍스트 예시가 상호교차적 주변화와 관련된 것과 같은 더 넓은 역사적 담론과 어떻게 연결되는지 조사한다.

## 응용
CDA는 미디어 연구, 광고 텍스트, 영어 교육, 유산 언어, 권력과 이념, 사회화 및 환경 과학 등 여러 분야에 적용되었다.

## 주요 학자
주목할 만한 학자로는 노먼 페어클러, 미하우 크시자노프스키, 폴 칠튼, 퇸 A. 판 데이크, 루스 워닥, 마르틴 라이지글, 존 E. 리처드슨, 필 그레이엄, 테오 판 리우언, 지그프리트 예거, 크리스티나 셰프너, 제임스 폴 지, 로저 파울러, 군터 크레스, 메리 탈봇, 릴리 출리아라키, 토마스 허킨, 힐러리 잰크스, 베로니카 콜러, 크리스토퍼 하트, 밥 호지, 윌리엄 페이거리가 있다.

## 같이 보기
- 논증 이론
- 개념사
- 비형식 논리학
- 해석학 (철학)
- 언어인류학
- 매개 문체론
- 실용 변증법
- 화용론
- 수사학
- 기호학
- 체계기능문법
- 푸코식 담론 분석

## 참고 문헌

### 내용주
1. 1 2 3  Fairclough, Norman (1995). 《Critical Discourse Analysis: The Critical Study of Language》. Longman. ISBN 978-0582219847.
2. ↑  Jan Blommaert; Chris Bucean (2000). 《Critical Discourse Analysis》. 《Annual Review of Anthropology》 29. 447–466쪽. doi:10.1146/annurev.anthro.29.1.447.
3. ↑  일부는 여전히 두 용어 사이에 차이가 있다고 주장하지만, 그 차이는 비교적 미미하다
4. ↑  Fowler, Roger; Bob Hodge, Gunther Kress, Tony Trew (1979). 《Language and Control》. Routledge. ISBN 978-0-7100-0288-4.
5. ↑  Wodak, R. (2001) "What CDA is about" In: Wodak, Ruth & Meyer, Michael (eds.) (2001) Methods of Critical Discourse Analysis. London: Sage. p. 5
6. ↑  van Dijk, Teun Adrianus (1998). 《Ideology: A Multidisciplinary Approach》. Sage Publications. ISBN 978-0-7619-5654-9.
7. ↑  Wodak, Ruth; Michael Meyer (2001). 《Methods of Critical Discourse Analysis》. Sage Publications. ISBN 978-0-7619-6154-3.
8. ↑  Fairclough, Norman, Critical discourse analysis: the critical study of language. Harlow: Longman
9. ↑  Fairclough, Norman, Language and globalization. Oxon: Routledge
10. ↑  Schulz, Pamela  D (2010). 《Courts and Judges on Trial: Analysing and Managing the Discourse of Disapproval》 1ST판. Berlin & London: Lit Verlag. 290쪽. ISBN 978-3-643-10621-6.
11. ↑  Roffee, JA (2016). 《Rhetoric, Aboriginal Australians and the Northern Territory intervention: A socio-legal investigation into pre-legislative argumentation》. 《International Journal for Crime, Justice and Social Democracy》 5. 131–147쪽. doi:10.5204/ijcjsd.v5i1.285. hdl:1959.3/444565.
12. ↑  Roffee, JA (2014). 《Synthetic Necessary Truth Behind New Labour's Criminalisation of Incest》. 《Social and Legal Studies》 23. 113–130쪽. doi:10.1177/0964663913502068. S2CID 145292798.
13. ↑  Guo, Fang; Liu, Ke (2016년 5월 17일). 《A Review on Critical Discourse Analysis》. 《Theory and Practice in Language Studies》 6. 1076–1084쪽. doi:10.17507/tpls.0605.23. ISSN 1799-2591.
14. 1 2  Fairclough, Norman (2001). 《Language and Power》. Longman. ISBN 978-0-582-41483-9.
15. ↑  David Barry; Brigid Carroll; Hans Hansen (2006년 5월 4일). 《Narrative and Discursive Organizational Studies To Text or Context? Endotextual, Exotextual, and Multi-textual Approaches to Narrative and Discursive Organizational Studies》. 《Organization Studies》 27. 1091쪽. doi:10.1177/0170840606064568. S2CID 144525452.
16. ↑  Alvesson, Mats, Dan Karreman (2000). 《Varieties of discourse: On the study of organizations through discourse analysis》. 《Human Relations》 53. 1125–1149쪽. doi:10.1177/0018726700539002. S2CID 145782636.
17. 1 2  Lin, Angel (March 2014). 《Critical Discourse Analysis in Applied Linguistics: A Methodological Review》. 《Annual Review of Applied Linguistics》 34. 213–232쪽. doi:10.1017/S0267190514000087. ISSN 0267-1905. S2CID 145590995.
18. 1 2  Alejandro, A.; Zhao, L. (2023) [2024]. 《Multi-Method Qualitative Text and Discourse Analysis: A Methodological Framework》. 《Qualitative Inquiry》 30. 461–473쪽. doi:10.1177/10778004231184421.
19. ↑  Alejandro, Audrey; Laurence, Marion; Maertens, Lucile (2023년 9월 12일), 《Discourse analysis》, University of Michigan. Press, 162–170쪽, ISBN 978-0-472-07622-2, 2025년 6월 10일에 확인함
20. ↑  Yamaner, Onur (2021년 3월 8일). 《Syrian Female Refugees in Turkey: Intersectional Marginalization》 1판. Verlag Barbara Budrich. doi:10.2307/j.ctv1hm8gg9. ISBN 978-3-8474-1690-6. JSTOR j.ctv1hm8gg9.
21. ↑  de-Andrés-del-Campo, Susana; de-Lima-Maestro, Rosa (2014년 1월 1일). 《Critical analysis of government vs. Commercial advertising discourse on older persons in Spain》. 《Comunicar》 (스페인어) 21. 189–197쪽. doi:10.3916/C42-2014-19. hdl:10272/7781. ISSN 1134-3478.
22. ↑  Sutanto, Haryo; Purbaningrum, Dwi (2022년 12월 29일). 《Representation of Power and Ideology on Jokowi's Speech》. 《WACANA: Jurnal Ilmiah Ilmu Komunikasi》 (영어) 21. 238–251쪽. doi:10.32509/wacana.v21i2.2143. ISSN 2598-7402. S2CID 255654982.
23. ↑  Guardado, Martin (2018). 《Discourse, Ideology and Heritage Language Socialization, Micro and Macro Perspectives》. Berlin, Boston: De Gruyter Mouton. ISBN 9781501500732.
24. ↑  Smith, Paul M. (2006). 《The Application of Critical Discourse Analysis in Environmental Dispute Resolution》. 《Ethics, Place & Environment》 (영어) 9. 79–100쪽. Bibcode:2006EPlaE...9...79S. doi:10.1080/13668790500512548. ISSN 1366-879X. S2CID 217512100.
25. ↑  Hazaea, Abduljalil (2017). 《Methodological Challenges in Critical Discourse Analysis: Empirical Research Design for Global Journalistic Texts》. 《Journal of Sciences and Humanities》 12. 1824–1884쪽.
26. ↑  Rahimi, Elahe (May 2015). 《Critical Discourse Analysis and Its Implication in English Language Teaching: A Case Study of Political Text》. 《Theory and Practice in Language Studies》 5. 504–511쪽. doi:10.17507/tpls.0503.08.

### 더 읽을거리
- Amoussou, F., & Allagbe, A. A. (2018). Principles, Theories and Approaches to Critical Discourse Analysis. International Journal on Studies in English Language and Literature, 6(1), 11–18.
- Henry Widdowson (1995). Review of Fairclough's Discourse and Social Change. Applied Linguistics 16(4): 510–516.
- Norman Fairclough (1996). A Reply to Henry Widdowson's 'Discourse Analysis: A Critical View. Language & Literature 5(1): 49–56.
- Henry Widdowson (1996). Reply to Fairclough: Discourse and Interpretation: Conjectures and Refutations. Language & Literature 5(1): 57–69.
- Henry Widdowson (1998). "The Theory and Practice of Critical Discourse Analysis." Applied Linguistics 19(1): 136–151.
- O'Halloran, Kieran A. (2003) Critical Discourse Analysis and Language Cognition. Edinburgh: Edinburgh University Press.
- Beaugrande, Robert de (2001). "Interpreting the Discourse of H.G. Widdowson: A Corpus-Based Critical Discourse Analysis. Applied Linguistics 22(1): 104–121.
- Toolan, Michael (1997). What Is Critical Discourse Analysis and Why Are People Saying Such Terrible Things About It? Language & Literature 6(2): 83–103.
- Stubbs, Michael (1998). Whorf's Children: Critical Comments on Critical Discourse Analysis. In Ryan, A. & Wray, A. (Eds.), Evolving Models of Language: British Studies in Applied Linguistics 12, Clevedon: BAAL/Multilingual Matters.
- Blommaert, Jan & Bulcaen, Chris (2000). Critical Discourse Analysis. Annual Review of Anthropology 29: 447–466.
- Blommaert, Jan, Collins, James, Heller, Monica, Rampton, Ben, Slembrouck, Stef & Jef Verschueren. Discourse and Critique. Special issue of Critique of Anthropology 21(1): 5–107 and 21(2): 117–183.
- Slembrouck, Stef (2001). Explanation, Interpretation and Critique in the Analysis of Discourse. Critique of Anthropology, 21: 33–57.
- Slembrouck, Stef (2005). Discourse, critique and ethnography: class-oriented coding in accounts of child protection. Language Sciences 27:619–650.
- Threadgold, Terry (2003). Cultural Studies, Critical Theory and Critical Discourse Analysis: Histories, Remembering and Futures. Linguistik Online 14(2).
- Tyrwhitt-Drake, Hugh (1999). Resisting the Discourse of Critical Discourse Analysis: Reopening a Hong Kong Case Study. Journal of Pragmatics 31: 1081–1088.

### 관련 연구 그룹
- 랭커스터 대학교의 언어, 이념 및 권력 연구 그룹
- 대학교의 담론 및 수사학 그룹

### 관련 저널
- Discourse & Society 보관됨 2008-03-07 - 웨이백 머신 (1990년부터)
- Social Semiotics (1990년부터)
- Journal of Language and Politics (2002년부터)
- Critical Discourse Studies (2004년부터)
- Critical Approaches to Discourse Analysis Across Disciplines (피어 리뷰 무료 온라인 저널, 2007년부터)